# 深耕單曲
《深耕單曲》是閃靈樂團的第一張單曲，也是閃靈樂團創團以來第一張發行的CD。此單曲從音樂創作、錄音、平面印刷、唱片壓制等，發行唱片的全程作業皆由自己（閃靈樂團）獨立完成。因為產量稀少，現已絕版。
此單曲收錄兩首曲目：「深耕」和「髮扣帶」。「深耕」是越海三曲中的第二樂章，因編曲較其他兩曲「越海」、「聖戰」簡捷，較易被非金屬樂迷接受而受選。不過，因 Freddy 黑腔技術尚不純熟，此「深耕」單曲還保留大量正常唱腔，和日後發行的專輯祖靈之流中的版本有所不同。
「髮扣帶」(Fuck or Die)，是由好友寫給閃靈，有Gindcore風格的遊戲之作。

## 專輯曲目
| 曲序 | 曲目                     |
| ---- | ------------------------ |
| 1.   | 越海‧第二樂章‧「深耕」   |
| 2.   | 髮扣帶                   |
| 3.   | 髮扣帶 (Special Version) |